# Jake Zyrus
Jake Zyrus, wcześniej występujący jako Charice (ur. jako Charmaine Clarice Relucio Pempengco 10 maja 1992 w San Pedro na Filipinach) – filipiński piosenkarz. Pierwszy wykonawca pochodzenia azjatyckiego w historii, którego album znalazł się w pierwszej dziesiątce amerykańskiej listy Billboard. Do jego popularności w Stanach Zjednoczonych przyczyniły się klipy umieszczone przez fana na YouTube.

## Życiorys
Jake Zyrus urodził się jako Charmaine Clarice Relucio Pempengco 10 maja 1992 w San Pedro w prowincji Laguna na Filipinach. Wraz z bratem byli wychowywani przez samotną matkę, Raquel Pempengco, gdyż ojciec opuścił rodzinę, gdy Charice miał trzy lata. W 2011 jego ojca zamordowano. Aby pomóc w utrzymaniu rodziny, w wieku siedmiu lat zaczął brać udział w telewizyjnych konkursach wokalnych, z których wiele wygrał. W ciągu swojego dzieciństwa wystąpił w ponad stu tego typu konkursach.
Przełom nastąpił w 2005, gdy wziął udział w programie Little Big Star, filipińskim konkursie talentów zbliżonym w swojej formule do talent show Idol. Ostatecznie został finalistą programu. Dwa lata później zyskał międzynarodową rozpoznawalność po tym, jak jeden z fanów umieścił klipy z jego występami na YouTube pod nazwą FalseVoice. Klipy te uzyskały wielomilionową oglądalność (ponad 13 milionów), czyniąc z Charice międzynarodowy internetowy fenomen.
2 czerwca 2013, w wywiadzie udzielonym w filipińskim programie The Buzz, wyznał, że jest lesbijką. To wyznanie zostało źle przyjęte przez jego konserwatywną rodzinę, a Charice targnął się na swoje życie.
20 stycznia 2017 ujawnił się jako osoba transpłciowa pod imieniem Jake Zyrus.

## Kariera
W czerwcu 2007 do Charice zwróciła się szwedzka firma muzyczna Ten Songs/Productions, po tym jak producenci obejrzeli jego w programie Little Big Star, w którym wystąpił w 2005. Nagrał dzięki nim płytę demo, na której umieszczono siedem piosenek, sześć coverów oraz premierową piosenkę „Amazing”. Dzięki Little Big Star został zaproszony także do południowokoreańskiego konkursu talentów, Star King. Tam, 13 października 2007, brawurowo wykonał utwór „And I Am Telling You I’m Not Going”, spopularyzowany przez Jennifer Holiday. Po obejrzeniu jego występu na YouTube, amerykańska aktorka Ellen DeGeneres zaprosiła jego do The Ellen Degeneres Show, w którym 19 grudnia wykonał dwa utwory „And I Am Telling You I'm Not Going” i „I Will Always Love You” z repertuaru Whitney Houston, za każdym razem otrzymując od zgromadzonej w studiu publiczności owację na stojąco. 28 grudnia ponownie pojawił się w południowokoreańskim programie Star King, tym razem wykonując piosenkę Glorii Gaynor „I Will Survive” oraz zaśpiewał duet z Leną Park. W nagrodę za znamienite reprezentowanie kraju za granicą, w styczniu 2008 została zaproszony do Pałacu Malacanang w Manili, gdzie zaśpiewał dla prezydenta Filipin, Glorii Macapagal-Arroyo. 8 kwietnia wziął udział w ósmym odcinku The Paul O’Grady Show w Londynie.
W maju 2008 wydał debiutancki album studyjny, zatytułowany po prostu Charice, na którym znalazło się sześć piosenek. Album został bardzo dobrze przyjętych przez słuchaczy, uzyskując status złotej, a następnie – platynowej płyty na Filipinach. 12 maja pojawił się w jednym z odcinków programu The Oprah Winfrey Show, w którym zaśpiewał „I Have Nothing”. Po tym występie Winfrey zadzwoniła do producenta muzycznego, Davida Fostera, by zachęcić go do poznania artysty. 17 maja wystąpili razem na otwarciu MGM Grand w Foxwood Resort Casino w Ledyard w stanie Connecticut. Prawdziwy jego debiut nastąpił natomiast na międzynarodowym koncercie utworów Fostera pt. Hitman: David Foster and Friends, który odbył się 17 maja 2008 w Mandalay Bay Resort and Casino w Las Vegas. Nagranie CD/DVD z tego koncertu ukazało się w sklepach 11 listopada 2008, pokazane zostało również kilkakrotnie w telewizji.

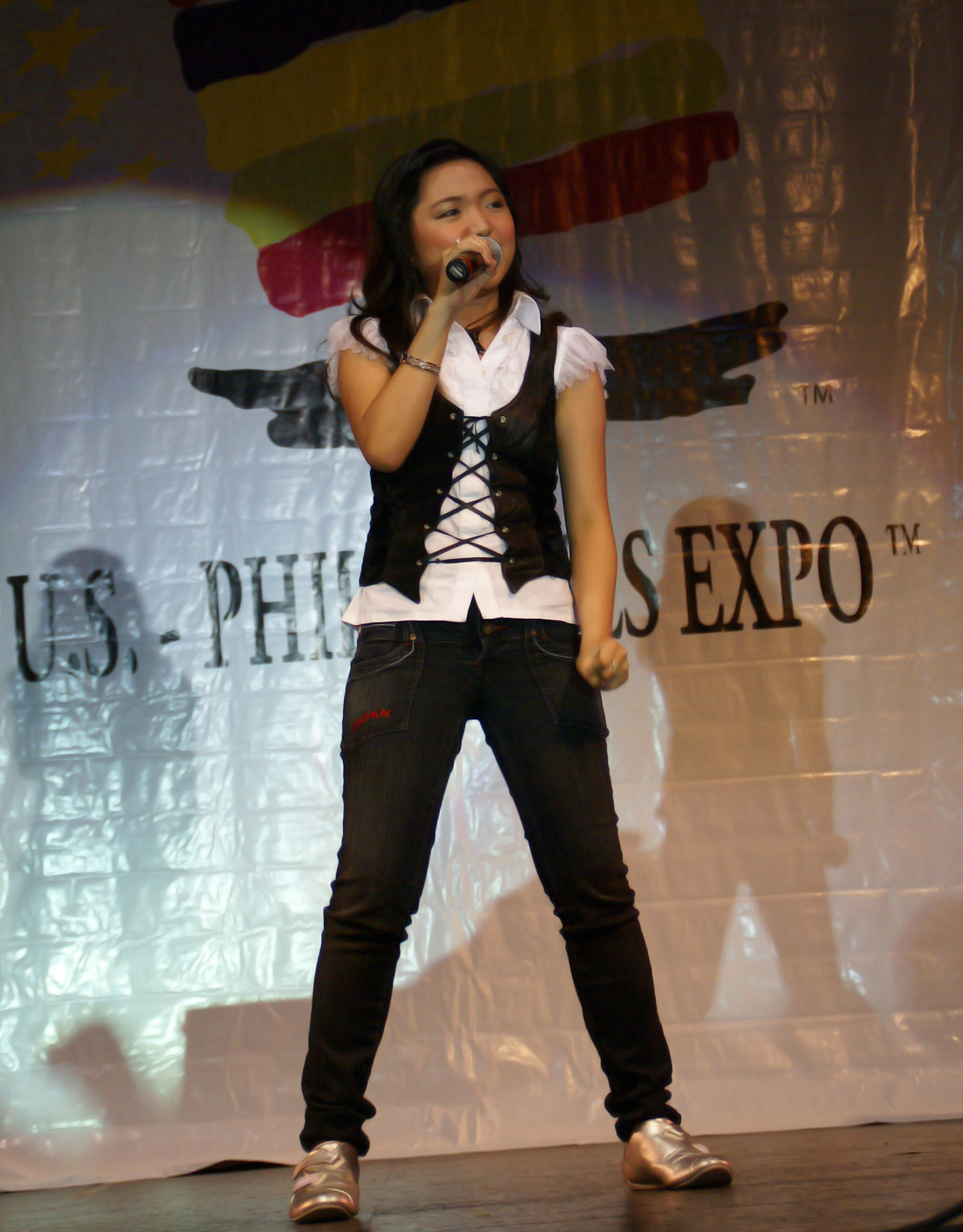
Charice na koncercie w Kalifornii

W styczniu 2009 wystąpił podczas dwóch wydarzeń inauguracyjnych w Waszyngtonie: na Martin Luther King Realizing The Dream Gala w Hyatt Regency Hotel oraz na Pearl Presidential Inaugural Gala w Mandarin Hotel. W lutym 2009 wystąpił na dwóch koncertach po ceremonii rozdania Oscarów, Oscar Night at Mr. Chow’s i Oscar After Party w Kodak Theatre w Hollywood. Zaśpiewał tam premierową piosenkę, „Fingerprint”, napisaną dla niego przez Robbiego Nevil i wyprodukowaną przez Davida Fostera. W kwietniu 2009 zaśpiewał kilka utworów podczas premiery Ti lascio una canzone, włoskiego przedstawienia musicalowego Teatru Ariston w Sanremo, a także wystąpił podczas ceremonii otwarcia 52. sezonu Los Angeles Dodgers na stadionie drużyny, hymn Stanów Zjednoczonych, The Star-Spangled Banner. W maju 2009 wydał drugi album studyjny pt. My Inspiration, na którym znalazło się 12 utworów, w tym cover piosenki Helen Reddy „You and Me Against the World”, nagrany w duecie z matką. Album uzyskał status platynowej płyty na Filipinach. W maju ponownie wystąpił w koncercie David Foster and Friends, odbywającym się w Mandalay Bay Resort and Casino w Las Vegas, a także wziął udział w kolejnym odcinku The Oprah Winfrey Show, w którym zaśpiewał swój pierwszy, międzynarodowy singiel, „Note to God”, napisany przez Diane Warren i wyprodukowany przez Davida Fostera. Singiel znalazł się na 24. miejscu listy Billboard’s Hot Digital Songs, 44. miejscu Billboard Hot 100, 9. miejscu Hot Canadian Digital Singles i 35. miejscu listy Canadian Hot 100. 23 i 30 maja ponownie wystąpił na Ti lascio una canzone w Sanremo. 27 czerwca zagrał pierwszy solowy koncert, który odbył się pod nazwą Charice: The Journey Begins w SMX Convention Center, SM Mall of Asia na Filipinach. 20 lipca zaśpiewał w duecie z Andreą Bocellim na jego jubileuszowym koncercie The Cinema Tribute w Teatro del Silenzio w Lajatico. 9 września ponownie wystąpił w The Oprah Winfrey Show, w którym prowadząca opisała go jako „najbardziej utalentowaną dziewczynę na świecie”. W trakcie odcinka zaśpiewał „My Heart Will Go On” z akompaniamentem Davida Fostera na fortepianie; po występie został połączona satelitarnie na antenie z Céline Dion, która zaprosiła artystę do zaśpiewania duetu podczas koncertu w Madison Square Garden w Nowym Jorku, w ramach trasy koncertowej Taking Chances. 15 września 2009 wspólnie zaśpiewali piosenkę „Because You Loved Me”, a ich występ uzyskał dobre recenzje w New York Post i New York Times. 26 września wystąpił podczas 100. rocznicy klubu Feyenoord w Holandii, odśpiewując dla publiczności hymn drużyny „You’ll Never Walk Alone”. Wystąpił także w charytatywnym koncercie Andre Agassi Grand Slam for Children Benefit, odbywającym się w kasynie Wynn w Las Vegas. W listopadzie 2009, wraz z Davidem Fosterem, wziął udział w programie Good Morning America, by promować album Fostera pt. Hitman: David Foster and Friends. Jesienią był jednym z głównych gości serii koncertów David Foster and Friends 10-City North American Tour. 23 grudnia premierę miał film Alvin i wiewiórki 2, w którym gościnnie wystąpił oraz zaśpiewał piosenkę Alicii Keys „No One” z chórkami The Chipettes. W grudniu wystąpił jako gość muzyczny w finale singapurskiej wersji Idola.
23 stycznia 2010 pojawił się w popularnym włoskim konkursie talentów dla dzieci, Io Canto, wykonując m.in. piosenkę Lary Fabian „Andante”. 31 stycznia wystąpił na NBC Sports podczas koncertu Silk Soy Milk Skate for the Heart, zorganizowanego w celu propagowania metod zwalczania chorób serca, na którym zaśpiewał „Note to God” i dwie premierowe piosenki, „In This Song” i „Breathe Out”. 11 maja wydał międzynarodową wersję albumu Charice, który promował singlem „Pyramid”, nagranym w duecie z Iyazem. W pierwszym tygodniu sprzedaży album dotarł do 8. miejsca Billboard 200, dzięki czemu Charice został pierwszym wykonawcą pochodzącym z Azji, który znalazł się w pierwszej „dziesiątce” listy. W dniu wydania płyty pojawił się w programie The Oprah Winfrey Show. 22 czerwca potwierdził dołączenie do obsady drugiego sezonu amerykańskiego serialu telewizyjnego Glee, w którym zagrał uczennicę z wymiany zagranicznej, o oszałamiającym glosie, która rywalizować będzie z główną bohaterką opowieści Rachel Berry (graną przez Leę Michele). 30 czerwca, podczas inauguracji prezydenta elekta Benigno Aquino III, zaśpiewał filipiński hymn narodowy przed ponad półmilionowym tłumem słuchaczy.

## Głos
Zanim przyjechał do Stanów Zjednoczonych, nigdy nie pobierał lekcji śpiewu. Jedynych wskazówek udzielała mu mama – miłośniczka muzyki, która za młodu również lubiła śpiewać.
W wywiadzie dla ABC News David Foster stwierdził, iż zdolność do imitowania głosów innych artystów jest jego zdaniem cechą dobrych wokalistów. Muzyk Josh Groban powiedział w wywiadzie, iż głos Jake’a jest jednym z najpiękniejszych, jakie słyszał. Autor tekstu w New York Post nazwał go cudownym dzieckiem, umiejącym zaśpiewać nawet bardzo trudne technicznie piosenki w tak młodym wieku.
Jego umiejętności wokalne są porównywane do głosów Whitney Houston oraz Celine Dion. On sam wśród swoich inspiracji podaje również Mariah Carey oraz Regine Velasquez.

## Działalność charytatywna
Pod opieką swojego mentora, Davida Fostera, Jake wystąpił na wielu koncertach charytatywnych, m.in. w Barbara Davis’ Carousel of Hope Gala (październik 2008), Big Brothers Big Sisters Rising Stars Gala (październik 2008), Harmony with David Foster & Friends Gala and Concert (wrzesień 2008), Friends of the Israel Defense Forces Gala (grudzień 2008), Muhammad Ali's Celebrity Fight Night (marzec 2009 i 2010), The Heart Foundation (maj 2009), The Songs of Our Lives Volume II Benefit Concert (czerwiec 2009), Andre Agassi’s 14th Annual Grand Slam for Children (wrzesień 2009), The 8th Annual Smile Gala (październik 2009), Miami Children’s Hospital 2009 Diamond Ball & Concert (październik 2009), oraz 2009 Cedars-Sinai Board of Governor’s Gala (listopad 2009).
Jake sponsoruje także edukację siedmiu filipińskich dzieci poprzez World Vision Philippines oraz wspiera Bantay Bata. Wraz z innymi filipińskimi gwiazdami wziął również udział w telewizyjnym spocie „Ako Mismo”, będącym inicjatywą niepolitycznego ruchu zachęcającego młodzież do zwiększenia swej działalności społecznej. Wraz z Hewlett-Packard Phillipines pomógł w kampanii zwiększającej świadomość konieczności ochrony środowiska, odbywającej się pod hasłem „My Backyard”, użyczając swego głosu w piosence kampanii, napisanej na tę okazję przez studentów Center of Excellence (CENTEX).
Jake był jedną z ponad 30 artystów filipińskich, którzy zaśpiewali wspólnie piosenkę „Kaya Natin 'To” nagraną dla ofiar Tajfunu Ondoy z 2009 roku, wzorowaną na słynnym „We are the World”. Dochody ze sprzedaży singla przekazane zostały na pomoc w likwidacji szkód kataklizmu za pośrednictwem filipińskiego Czerwonego Krzyża oraz organizacji Gawad Kalinga.
W grudniu 2009 Jake został Młodzieżowym Ambasadorem Operation Smile.

## Nagrody
- 3 miejsce – Little Big Star Big Division, Sezon 1, Filipiny
- Najbardziej Oczekiwany Wykonawca Zagraniczny 2007 – StarKing, Korea Południowa
- Najbardziej Pamiętny Moment roku 2007 – The Ellen DeGeneres Show, Stany Zjednoczone
- Pinoy Talent Światowej Klasy – 20 Rocznica Muzeum Muzyki 2008, Filipiny
- Klucz do Miasta Rotterdam – Major Ivo Opstelten, 2008, Holandia
- Najlepsza Nowa Artystka – Aliw Awards, 2008, Filipiny[67]
- Najczęściej Opisywana Osoba roku 2008 – Balitang America, Filipiny[68]
- Człowiek Roku 2008 – People Asia Magazine, 2009, Filipiny[69]
- Order Uznania – Fundacja The Spirit of EDSA, 2009, Filipiny[70]
- Nagroda Specjalna – MYX Music Awards 2009, Filipiny[71]
- Najczęściej Opisywana Osoba w Kraju 2008 – Ateneo de Davao University TAO Awards, 2009, Filipiny[72]
- Wyjątkowe Światowe Osiągnięcia – 40 Box Office Entertainment Awards (Guillermo Awards), 2009, Filipiny[73]
- Najlepiej Sprzedający się Album Roku – 22 Awit Awards 2009, Filipiny[74]
- Najlepszy Wykonawca 2009 – The Oprah Winfrey Show, Stany Zjednoczone[75]
- Człowiek Roku 2009 – Philnews.com, Filipiny[76]
- Najczęściej Opisywana Osoba Magazynu MDWK w roku 2009 – Asian Journal’s MDWK Magazine, Filipiny[77]
- Najczęściej Opisywana Osoba ANC’s w roku 2009 – Filipiny[78]
- Zabawna, Nieustraszona 2010 – Magazyn Cosmopolitan, Filipiny

## Dyskografia

### Albumy studyjne
| Rok                                                | Album                                                       | Najwyższa Pozycja | Najwyższa Pozycja | Osiągnięcie            |
| Rok                                                | Album                                                       | USA               | KAN               | Osiągnięcie            |
| -------------------------------------------------- | ----------------------------------------------------------- | ----------------- | ----------------- | ---------------------- |
| 2008                                               | Charice - Wydany: maj 2008 - Wytwórnia: Star Records        | –                 | –                 | - PHI: Platynowa Płyta |
| 2009                                               | My Inspiration - Wydany: may 2009 - Wytwórnia: Star Records | –                 | –                 | - PHI: Platynowa Płyta |
| 2010                                               | Charice - Wydany: 11 maja 2010 - Wytwórnia: Reprise         | 8                 | 4                 |                        |
| „–” oznacza, iż album nie był wydany w danym kraju |                                                             |                   |                   |                        |

### Single
| Rok                                                                                  | Singiel                                                                      | Najwyższa Pozycja    | Najwyższa Pozycja    | Najwyższa Pozycja    | Najwyższa Pozycja    | Najwyższa Pozycja    | Najwyższa Pozycja    | Album                    |
| Rok                                                                                  | Singiel                                                                      | US                   | \|US AC              | US Dance             | CAN                  | AUS                  | JPN                  | Album                    |
| Jako artystka solowa                                                                 | Jako artystka solowa                                                         | Jako artystka solowa | Jako artystka solowa | Jako artystka solowa | Jako artystka solowa | Jako artystka solowa | Jako artystka solowa | Jako artystka solowa     |
| ------------------------------------------------------------------------------------ | ---------------------------------------------------------------------------- | -------------------- | -------------------- | -------------------- | -------------------- | -------------------- | -------------------- | ------------------------ |
| 2008                                                                                 | „It Can Only Get Better”                                                     | –                    | –                    | –                    | –                    | –                    | –                    | Charice (2008)           |
| 2009                                                                                 | „Always You”                                                                 | –                    | –                    | –                    | –                    | –                    | –                    | My Inspiration           |
| 2009                                                                                 | „Note to God”                                                                | 44                   | –                    | –                    | 35                   | –                    | –                    |                          |
| 2010                                                                                 | „Pyramid” (featuring Iyaz)                                                   | 56                   | –                    | 1                    | 41                   | 77                   | 8                    | Charice (2010)           |
| Współpraca z innymi artystami                                                        |                                                                              |                      |                      |                      |                      |                      |                      |                          |
| 2009                                                                                 | „Have Yourself a Merry Little Christmas” (David Archuleta featuring Charice) | –                    | 22                   | –                    | –                    | –                    | –                    | Christmas from the Heart |
| „–” oznacza, iż singiel nie wszedł na listę przebojów / nie był wydany w danym kraju |                                                                              |                      |                      |                      |                      |                      |                      |                          |

### Gościnnie
| Rok  | Piosenka                                                                 | Album                                               |
| ---- | ------------------------------------------------------------------------ | --------------------------------------------------- |
| 2006 | „I’ll Be There”                                                          | Little Big Star                                     |
| 2006 | „Awit ng Kabutihang Asal” (wraz z finalistami Little Big Star)           | Little Big Deeds                                    |
| 2006 | „Handang Tumulong”                                                       | Little Big Deeds                                    |
| 2006 | „Sana” (wraz z finalistami Little Big Star)                              | Little Big Deeds                                    |
| 2007 | „Smile”                                                                  | H.O.P.E. (Healing of Pain and Enlightenment)        |
| 2008 | „A Song for Mama”                                                        | Love Life (Life Songs & Life Stories of Boy Abunda) |
| 2008 | „The Bodyguard Medley (I Have Nothing/I Will Always Love You)”           | Hit Man: David Foster & Friends                     |
| 2009 | „And I am Telling You (I’m Not Going)”                                   | OPM Number 1's                                      |
| 2009 | „It Can Only Get Better”                                                 | I Move. I Give. I Love.                             |
| 2009 | „Note to God”                                                            | NOW That’s What I Call Music, Vol 31                |
| 2009 | „Have Yourself A Merry Little Christmas” (David Archuleta feat. Charice) | Christmas from the Heart                            |
| 2009 | „The Christmas Song”                                                     | A Very Special Christmas Vol.7                      |
| 2009 | „No One” (The Chipettes feat. Charice)                                   | Alvin i wiewiórki 2. Ścieżka dźwiękowa              |

### Teledyski
| Rok  | Tytuł                      | Reżyser     |
| ---- | -------------------------- | ----------- |
| 2008 | „It Can Only Get Better”   |             |
| 2009 | Always You”                |             |
| 2010 | „Pyramid” (featuring Iyaz) | Scott Speer |

## Występy telewizyjne i filmowe

### Występy telewizyjne
- Star King – 13 października 2007 i 28 grudnia, 2007
- The Ellen DeGeneres Show – 19 grudnia 2007
- The Paul O’Grady Show – 8 kwietnia 2008
- The Oprah Winfrey Show – 12 maja 2008, 9 września 2008, 18 maja 2009 i 11 maja 2010
- Chelsea Lately – 14 kwietnia 2010
- Good Morning America – 18 listopada 2008
- Macy’s Thanksgiving Day Parade – 27 listopada 2008
- Ti Lascio Una Canzone – 4 kwietnia 2009, 23 maja 2009 i 30 maja 2009
- The Early Show – 24 października 2009[83] i 26 grudnia 2009[84]
- Singapore Idol Grand Finale – 27 grudnia 2009
- Io Canto – 23 stycznia 2010
- Silk Soy Milk Skate for the Heart – 31 stycznia 2010
- The National Cherry Blossom Festival Parade – 10 kwietnia 2010
- An Evening of Grace: A Concert for the Children – 1 maja 2010
- Charice with David Foster Q Session Live on QVC – 11 maja 2010
- Canada AM na CTV – 2 czerwca 2010
- CP24 Breakfast na CP24 – 4 czerwca 2010
- Live with Regis and Kelly – 16 czerwca 2010
- Good Morning New York – 24 czerwca 2010
- Channel V International Breakout Artist of the Month – lipiec 2010
- Channel V Philippines VIP of the Month – lipiec 2010

### Występy filmowe
- Maalaala Mo Kaya: Ice Cream (film oparty na biografii Jake’a; 26 lipca, 2008) – on sam
- Alvin i wiewiórki 2 (2009) – on sam (uczestnik muzycznego konkursu talentów)
- May Bukas Pa – finał (5 lutego 2010) – członek chóru[85]

### Programy telewizyjne
- ASAP – on sam (prowadzący / wokalista / tancerz)
- Glee (Sezon 2)

### Filmy dokumentalne
- Celine: Through the Eyes of the World (2010) – on sam